# Morpho chrysides
Morpho chrysides är en fjärilsart som beskrevs av Hans Fruhstorfer 1913. Morpho chrysides ingår i släktet Morpho och familjen praktfjärilar. Inga underarter finns listade i Catalogue of Life.